# Catocala aestimabilis
Catocala aestimabilis és una espècie de papallona nocturna de la subfamília Erebinae i la família Erebidae. Es troba a Xinjiang, Xina.